# Хенна, Дэн
Дэн Хенна (англ. Dan Hennah) — новозеландский художник-постановщик, арт-директор и декоратор, работавший над фильмами-трилогиями: «Властелин колец» и «Хоббит».

## Биография
Дэн Хенна родился в городе Хейстингс, Новая Зеландия, и вырос на соседней ферме. В возрасте 17 лет, он начал изучать архитектуру. После окончания школы, Хенна изучал архитектуру в Политехнической школе архитектуры в Веллингтоне. Затем он в течение пяти лет работал на разных архитекторов в Веллингтоне и Нельсоне, включая Яна Атфилда.
Желая выйти из-за чертёжной доски, Дэн Хенна, только что отработал сезон на рыболовном траулере, когда друг рассказал ему о работе в кино, в качестве водителя американской актрисы Татум О’Нил. Хенна получил эту работу. Хотя фильм так и не вышел, Хенну увлёк процесс его создания. Несмотря на отсутствие опыта работы в индустрии, его знакомство с греблей и архитектурой, быстро помогло ему получить работу в качестве одного из двух арт-директоров (вместе с Риком Кофоедом) в приключенческом фильме о Южных морях 1983 года — «Нэйт и Хейс».
Хотя Дэн Хенна работал в отделе локаций в нескольких экранных проектах, художественный отдел стал его вторым домом. В 80-х годах он был арт-директором драматического фильма 1986 года — «Шок» и исторической мелодрамы 1987 года — «Сердце страны».
В 1993 году, Дэн Хенна достиг вершины карьеры дизайнера, когда он работал художником-постановщиком для телефильма-триллера — «В дрейфе». Оставшуюся часть десятилетия, Хенна чередовал обязанности художника-постановщика и арт-директора. Он также работал над несколькими телесериалами, включая приключенческий и антиутопический телесериал 1999 года — «Племя».
В 1996 году, Дэн Хенна впервые работал с Питером Джексоном, над его фильмом ужасов — «Страшилы», первым фильмом Джексона для голливудской студии.
Во время создания трилогии Питера Джексона — «Властелин колец», Дэн Хенна одновременно работал (руководящим) арт-директором и декоратором, а жена Хенны — Крис, была менеджером художественного отдела.
Любимой — и самой сложной — локацией Дэна Хенны, был Эдорас, дом конного народа Рохана. 12-метровая конструкция с соломенной крышей, была построена зимой «на горе посреди речной долины, окруженной Южными Альпами. Она находилась в 1500 метрах от дороги, через три реки и различные другие небольшие препятствия, при ветре со скоростью 190 км/ч».
«Я работал арт-директором более 20 лет, — рассказал Дэн Хенна журналу Pavement, — но встретить этого парня, у которого столько видения и столько сосредоточенности, было просто удивительно». Так что переход от «Страшил» к «Властелину колец», был не таким уж сложным, потому что мы знали, с чем имеем дело... знаете, всегда нужно идти на шаг дальше, стараться немного усерднее».
После «Властелина колец», Дэн Хенна снова участвовал в качестве (руководящего) арт-директора и декоратора, для эпического приключенческого фильма о монстрах 2005 года — «Кинг-Конг», также снятый Питером Джексоном.
После фэнтезийного фильма 2007 года — «Мой домашний динозавр», Дэн Хенна перешёл на должность художника-постановщика, начиная с хоррор-боевика 2009 года — «Другой мир: Восстание ликанов» и вестерн-боевика 2010 года — «Путь воина».
Затем Дэн Хенна вернулся в Средиземье (на этот раз работая в гораздо более сжатые сроки, чем для «Властелина колец»), чтобы взять на себя роль художника-постановщика в другой трилогии Питера Джексона — «Хоббит».

## Избранная фильмография

### Арт-директор
- Нэйт и Хейс (1983)
- Шок (1986)
- Сердце страны (1987)
- Лето белой воды (1987)
- Воин радуги (1993)
- Страшилы (1996)
- Племя (1999)
- Властелин колец: Братство Кольца (2001)
- Властелин колец: Две крепости (2002)
- Властелин колец: Возвращение короля (2003)
- Кинг-Конг (2005)
- Мой домашний динозавр (2007)

### Художник-постановщик
- Другой мир: Восстание ликанов (2009)
- Путь воина (2010)
- Хоббит: Нежданное путешествие (2012)
- Хоббит: Пустошь Смауга (2013)
- Хоббит: Битва пяти воинств (2014)
- Ледяная фантазия (2016)
- Алиса в Зазеркалье (2016)
- Тор: Рагнарёк (2017)
- Хроники хищных городов (2018)
- Дора и затерянный город (2019)
- Любовь и монстры (2020)
- Зачарованная 2 (2022)
- Перси Джексон и Олимпийцы (2023)

## Награды и номинации
Дэн Хенна был номинирован на премию «Оскар» пять раз (все в категории «Лучшая работа художника-постановщика»), начиная с 74-й церемонии вручения премии в 2002 году, вместе с Грантом Мейджором за первый фильм трилогии «Властелина колец» — «Братство Кольца», но проиграл Кэтрин Мартин и Бригитте Брох за «Мулен Руж!».
Через год, Хенна вместе с Мейджором и Аланом Ли был номинирован на «Оскар», за второй фильм трилогии «Властелина колец» — «Две крепости», но проиграл Джону Майру и Гордону Симу за «Чикаго».
Ещё через год, Хенна вместе с Мейджором и Ли был номинирован на «Оскар», за третий и последний фильм трилогии «Властелина колец» — «Возвращение короля», и выиграл её.
В 2006 году, Хенна вместе с Мейджором и Саймоном Брайтом был номинирован на «Оскар», за фильм «Кинг-Конг», но проиграл Джону Майру и Гретчен Рау за «Мемуары гейши».
В 2013 году, Хенна вместе с Брайтом и Ра Винсентом был номинирован на «Оскар», за первый фильм трилогии «Хоббита» — «Нежданное путешествие», но проиграл Рику Картеру и Джиму Эриксону за «Линкольна».